# Université Kwangwoon
L'université Kwangwoon est une université privée située à Séoul en Corée du Sud.

## Personnalités passées par Kwangwoon
- Kim Min-tae, footballeur sud-coréen
- Seol Ki-hyeon, footballeur sud-coréen